# Banyakprodo
Banyakprodo is een bestuurslaag in het regentschap Wonogiri van de provincie Midden-Java, Indonesië. Banyakprodo telt 2987 inwoners (volkstelling 2010).